# Hustler
Hustler (Гастлер, Хастлер) — американський порнографічний журнал. Видається Ларрі Флінтом з 1974 року. Журнал став одним з перших, хто порушив заборону, яка існувала в США в 1970-ті роки, бо там було зображено більш відверті фотографії, ніж, наприклад, у «Плейбой».
Зараз «Hustler» вважається більш відвертим, ніж його головні конкуренти «Playboy» і «Penthouse», адже часто на його сторінках зображено хардкор сцени, проникнення, використання секс-іграшок та груповий секс.

## Опис
«Hustler» вперше було опубліковано в 1974 році. Майк Фолдес став керівником, а потім і виконавчим редактором, він допоміг розробити формат журналу та написав кілька статей для Флінта, перш ніж той пішов з журналу в листопаді 1975 року працювати до журналу «Хай Таймс» у Нью-Йорку. Штаб-квартира «Гастлер» на той момент розташовувалася в офісі, що був над однойменним клубом на Гей-стріт, у двох кварталах від будівлі законодавчих зборів штату Огайо. Наклад журналу ріс спочатку повільно, перейшовши межу в один мільйон примірників тільки після публікацій фотографій оголеної Джекі Онасіс восени 1975 року. Це допомогло захопити третину американського ринку порнографічних журналів. Журнал досяг піку з тиражем близько 3 млн примірників. Поточний тираж не перевищує 500 000. Штаб-квартира розміщена в Беверлі-Гіллз, штат Каліфорнія. Імперія «Hustler» на сьогодні включає: «Гастлер-відео», «Гастлер-казино», мережу секс-шопів Голлівуд Гастлер, «Hustler TV» і клуби Hustler, мережа стриптиз-клубів.

## Споріднені журнали
- «Hustler's Taboo», який спеціалізується на фетишистських матеріалах.
- «Barely Legal» — еротичний журнал з моделями віком від 18 і до 23 років.
- «Asian Fever» — журнал із азійськими моделями.
- «Hustler XXX» — загальний хард-кор.

## Erotic Movie Awards
Під час Золотого віку порно «Hustler» був одним з двох журналів, який видавав свої нагороди. Вони були припинені в кінці 1980-х років.